# Крейг Мек
Крейг Джеймісон Мек (англ. Craig Jamieson Mack; нар. 10 травня 1970, Бронкс, Нью-Йорк, Нью-Йорк, США — 12 березня 2018, Волтерборо, Південна Кароліна, США) — американський репер та музичний продюсер.

## Раннє життя
Крейг Джеймісон Мек народився в Бронксі, штат Нью-Йорк, і виріс на Лонг-Айленді.

## Кар'єра
Крейг Мек розпочав свою кар'єру в 1988 році, римуючи під псевдонімом MC EZ у складі дуету MC EZ & Troup. З 1990 року він працював як налаштувач обладнання на концертах гурту EPMD доти, доки гурт не розпався. У 1993 році Мек скористався можливістю зачитати реп для Шона «Puff Daddy» Комбса біля нічного клубу Mecca в Нью-Йорку, після чого Комбс запропонував йому місце на реміксі на пісню Мері Джей Блайдж «You Don't Have to Worry», і в результаті підписав на свій лейбл, Bad Boy Records, який згодом став одним із найвпливовіших хіп-хоп лейблів.
Популярність прийшла до Мека в 1994 році з випуском синглу «Flava in Ya Ear», який був сертифікований RIAA як «платиновий» через чотири місяці після виходу. Підбиваючи підсумки року, американський журнал Billboard назвав пісню реп-гімном 1994 року. У 1995 році «Flava in Ya Ear» був номінований на премію «Греммі» за найкраще сольне реп-виконання  і переміг у номінації «Сингл року» на церемонії The Source Hip-Hop Music Awards.
Дебютний альбом Мека, Project: Funk da World, був сертифікований RIAA як «золотий». Незважаючи на високі позиції в чартах і визнання серед критиків під час його випуску, альбом опинився в тіні у зв'язку з масовим успіхом альбому Ready to Die іншого артиста лейблу Bad Boy Records, The Notorious B.I.G. У результаті Мек залишив лейбл восени 1995 року. Свій наступний альбом він планував випустити на новому лейблі Death Row East, підрозділ Death Row Records, але після низки подій, включаючи смерть Тупака Шакура і ув'язнення Шуга Найта у в'язницю, цього не сталося.
В 1997 Мек випустив свій другий і останній альбом Operation: Get Down на лейблі Street Life Records, але альбом не зміг досягти комерційного успіху. У 2007 році Крейг Мек пішов із хіп-хоп-індустрії майже на десятиліття, за винятком кількох гостьових участей та появ на саундтреках. У 2012 році Мек приєднався до релігійної організації Overcomer Ministry у штаті Південна Кароліна. 12 березня 2018 року Мек помер від серцевої недостатності в лікарні поряд з його будинком у місті Волтерборо в штаті Південна Кароліна.

## Хвороба та смерть
Крейг Мек помер 12 березня 2018 року від серцевої недостатності в лікарні поряд з його будинком у місті Волтерборо в штаті Південна Кароліна. За словами DJ Scratch, він деякий час хворів перед смертю і був готовий до похмурого результату. Мек страждав від серцевої недостатності, у нього почалася задишка приблизно за шість місяців до його смерті, коли, за словами репера Еріка Сермона, він подзвонив своїм друзям, щоб попрощатися. Після смерті Мека Сермон написав у Твіттері, що він закінчує роботу над новим альбомом Крейга Мека. Мек залишив після себе дружину та двох дорослих дітей.

## Дискографія
| Назва                  | Деталі | Вища позиція у чартах | Вища позиція у чартах  | Сертифікація     |
| Назва                  | Деталі | Billboard 200         | Top R&B/Hip-Hop Albums | Сертифікація     |
| ---------------------- | --- | --------------------- | ---------------------- | ---------------- |
| Project: Funk da World | - Випущено: 20 вересня 1994 року - Лейбл: Bad Boy Records - Формати: CD, аудіокасета                            | 21                    | 6                      | - RIAA : Золотий |
| Operation: Get Down    | - Випущено: 24 червня 1997 року - Лейбл: Street Life Records/Scotti Brothers Records - Формати: CD, аудіокасета | 46                    | 17                     |                  |

### Збірки
- 2017 - The Mack World Sessions

### Сингли
| 1994                                   | «Flava in Ya Ear»                         | 9   | 4  | 1  | 57 | - RIAA: Платиновий | Project: Funk Da World              |
| 1994                                   | «Get Down»                                | 38  | 17 | 2  | 54 | - RIAA: Золотий    | Project: Funk Da World              |
| 1997                                   | «What I Need»                             | 103 | 55 | 16 | -  |                    | Operation: Get Down                 |
| 1998                                   | «Jockin My Style»                         | -   | -  | -  | -  |                    | Operation: Get Down                 |
| 1999                                   | «Wooden Horse» (за участю Frank Sinatra ) | -   | -  | -  | -  |                    | What's the Worst That Could Happen? |
| «—» означає, що реліз не попав у чарт. |                                           |     |    |    |    |                    |                                     |

## Нагороди та номінації
| Нагорода                        | Рік  | Номінована робота | Категорія                     | Результат |
| ------------------------------- | ---- | ----------------- | ----------------------------- | --------- |
| Grammy Awards                   | 1995 | «Flava in Ya Ear» | Найкраще сольне реп-виконання | Номінація |
| The Source Hip-Hop Music Awards | 1995 | «Flava in Ya Ear» | Сингл року                    | Перемога  |
| MTV Video Music Awards          | 1995 | «Flava in Ya Ear» | Найкраще реп-відео            | Номінація |